# Рейес, Джуди
Джуди Рейес (англ. Judy Reyes, род. 5 ноября 1967) — американская телевизионная актриса, наиболее известная по своей роли медсестры Карлы Эспиносы в сериале «Клиника».

## Карьера
Рейес за свою карьеру появилась в нескольких десятках телевизионных шоу. Она дебютировала в 1992 году, в эпизоде сериала «Закон и порядок», и последующее десятилетие играла небольшие роли в больших сериалах, таких как «Полиция Нью-Йорка», «Клан Сопрано» и «Тюрьма Оз». На большом экране участие Рейес носило спорадический характер, и её единственная значимая роль была в фильме Мартина Скорсезе «Воскрешая мертвецов» (1999), где она сыграла медсестру.
Джуди Рейес наиболее известна по своей роли медсестры Карлы Эспиносы в ситкоме каналов NBC и ABC «Клиника». Она снималась в шоу с 2001 по 2009 год, на протяжении восьми сезонов. В перерывах между работой в ситкоме Рейес снялась в нескольких телефильмах, в основном, для канала Lifetime. Её наиболее крупная роль была в телефильме 2008 года «Пропала маленькая девочка», основанном на реальной истории, где Рейес снялась вместе с Аной Ортис, будущей коллегой по сериалу «Коварные горничные». После «Клиники» она появилась в эпизодах сериалов «Медиум», «Без координат» и «Закон и порядок: Специальный корпус».
В 2012 году Рейес получила одну из основных ролей в сериале «Коварные горничные». Пилотный эпизод изначально снимался для канала ABC, однако он не дал зелёный свет на производство сериала, вскоре после чего кабельный Lifetime заинтересовался проектом, в конечном счете подобрав его в июне 2012 года. Премьера сериала состоялась в июне 2013 года.

## Личная жизнь
Джуди Рейес является одной из четырёх дочерей и имеет сестру-близнеца по имени Жозелин (которая сыграла парамедика в «Закон и порядок: Специальный корпус»). Рейес окончила Хантерский колледж на Манхэттене, где и началась её актёрская карьера. Рейес была замужем за сценаристом/режиссёром Эдвином М. Фигуэра на протяжении одиннадцати лет. 27 ноября 2009 она родила дочь Лейлу Рей Валенсия от своего бойфренда Джорджа Валенси. В сентябре 2006 года Рейес сломала тазобедренный сустав в результате домашнего несчастного случая, что было отражено в эпизоде «Клиники».

## Фильмография

### Фильмы
| Год  | Название на русском                                           | Название на английском                                      | Роль                        | Примечания             |
| ---- | ------------------------------------------------------------- | ----------------------------------------------------------- | --------------------------- | ---------------------- |
| 1992 | Джек и его друзья                                             | Jack and His Friends                                        | Рози                        |                        |
| 1996 | Безвыходное положение                                         | No Exit                                                     | Мария Лентини               |                        |
| 1997 | Мечты Лены                                                    | Lena’s Dreams                                               | Мартица                     |                        |
| 1998 | Поехал на Кони-Айленд по заданию Господа Бога… Вернусь к пяти | Went to Coney Island on a Mission from God… Be Back by Five | Официантка                  |                        |
| 1998 | Годзилла                                                      | Godzilla                                                    | Женщина № 1                 | Не указана в титрах    |
| 1999 | Таино                                                         | Taino                                                       | Сестра                      | Короткометражный фильм |
| 1999 | Воскрешая мертвецов                                           | Bringing Out the Dead                                       | Медсестра                   |                        |
| 2000 | Король джунглей                                               | King of the Jungle                                          | Лидия Моррето               |                        |
| 2001 |                                                               | Home Invaders                                               |                             |                        |
| 2002 | Вашингтонские высоты                                          | Washington Heights                                          | Дэйси                       |                        |
| 2004 | Король угла                                                   | King of the Corner                                          | Медсестра Кэтлин Дэлихэнт   |                        |
| 2005 | Грязное дело                                                  | Dirty                                                       | Брайант                     |                        |
| 2007 | Страсть                                                       | The Passion                                                 | Эдио                        | Короткометражный фильм |
| 2008 |                                                               | Glow Ropes: The Rise and Fall of a Bar Mitzvah Emcee        | Ванесса Дюпри               |                        |
| 2008 | Покерный клуб                                                 | The Poker Club                                              | Детектив Паттерсон          |                        |
| 2011 |                                                               | Gun Hill Road                                               | Анджела Родригес            |                        |
| 2011 | Нет мужчин — нет проблем                                      | Without Men                                                 | Магнолия                    | Direct-to-video        |
| 2011 |                                                               | Kaylien                                                     | Учитель                     | Короткометражный фильм |
| 2015 | Меня зовут Дэвид                                              | My Name Is David                                            | Соседка                     |                        |
| 2016 | Девчачьи проблемы                                             | Girl Flu.                                                   | Селеста                     |                        |
| 2017 | Сфера                                                         | The Circle                                                  | Конгрессвумен Оливия Сантос |                        |
| 2020 | Теперь мы все вместе                                          | All Together Now                                            | Донна                       |                        |
| 2022 | Улыбка                                                        | Smile                                                       | Виктория Муньос             |                        |
| 2023 | Рождение/перерождение                                         | Birth/Rebirth                                               | Селия                       |                        |

### Телевидение
| Год             | Название на русском                    | Название на английском                   | Роль                     | Примечания |
| --------------- | -------------------------------------- | ---------------------------------------- | ------------------------ | --- |
| 1992            | Закон и порядок                        | Law & Order                              | Мария Баррагон           | 1 эпизод |
| 1993            | Улицы Правосудия                       | Street Justice                           | Джоди                    | 1 эпизод |
| 1994            | Тайны Косби                            | The Cosby Mysteries                      | Лора Монтеро             | 1 эпизод |
| 1995            | Полицейские под прикрытием             | New York Undercover                      | Хелена                   | 1 эпизод |
| 1996            | Полиция Нью-Йорка                      | NYPD Blue                                | Анна Ортис               | 1 эпизод |
| 1996            | Обвинители                             | The Prosecutors                          | Мария Вэлкус             | Пилот |
| 1997            | Косби                                  | Cosby                                    |                          | 1 эпизод |
| 1997            | Ничего святого                         | Nothing Sacred                           | Мартица                  | 2 эпизода |
| 1998            | Троица                                 | Trinity                                  |                          | 1 эпизод |
| 1999            |                                        | Mind Prey                                | Детектив Вега            | Пилот |
| 1999, 2002      | Тюрьма Оз                              | Oz                                       | Тина Ривера              | 5 эпизодов |
| 2000            | Клан Сопрано                           | The Sopranos                             | Мишель                   | 1 эпизод |
| 2000            | Мэдиган                                | Madigan Men                              | Вера                     | 1 эпизод |
| 2001            | Центральная улица, 100                 | 100 Centre Street                        | Оливия                   | 1 эпизод |
| 2001            | Третья смена                           | Third Watch                              | Джина Фуэнтес            | 2 эпизода |
| 2001            | Третья мировая война                   | WW 3                                     | Мария Крус               | Телефильм |
| 2001—2009       | Клиника                                | Scrubs                                   | Медсестра Карла Эспиноса | Регулярная роль, 169 эпизодов Премия ALMA за лучшую женскую роль на телевидении (2006) Премия ALMA за лучшую женскую роль в комедийном сериале (2008) Номинация — Премия ALMA за лучшую женскую роль на телевидении (2002) Номинация — Премия ALMA за лучшую женскую роль в комедийном сериале (2009) Номинация — Imagen Foundation Award за лучшую женскую роль (2005, 2007) |
| 2002            | Очень маппетовское рождественское кино | It’s a Very Merry Muppet Christmas Movie | Медсестра Карла Эспиноса | Телефильм |
| 2003            | Подсказки Бульки                       | Blue’s Clues                             | Кармен                   | 1 эпизод |
| 2005            | Сильное лекарство                      | Strong Medicine                          | Джейн Лопес              | 1 эпизод |
| 2006            | Наш дом                                | Our House                                | Билли                    | Телефильм |
| 2008            | Пропала маленькая девочка              | Little Girl Lost: The Delimar Vera Story | Лиз Куэвас               | Телефильм Номинация — Imagen Foundation Award за лучшую женскую роль |
| 2009            | Касл                                   | Castle                                   | Тереза Кандела           | 1 эпизод |
| 2009            | Сестра Готорн                          | Hawthorne                                | Вита Гонсалес            | 1 эпизод |
| 2010            | Медиум                                 | Medium                                   | Джейн Ливингстон         | 1 эпизод |
| 2010            | Спросите Алана                         | Ask Alan                                 | Ванесса                  | Пилот |
| 2011            | Без координат                          | Off the Map                              | Эва Моран                | 2 эпизода |
| 2011            | Закон и порядок: Специальный корпус    | Law & Order: Special Victims Unit        | Инес Ривера              | 1 эпизод |
| 2012            | Проект «Беременность»                  | The Pregnancy Project                    | Хуана                    | Телефильм Номинация — Imagen Foundation Award за лучшую женскую роль второго плана |
| 2012            | Счастливо разведённые                  | Happily Divorced                         | Тереза                   | 1 эпизод |
| 2013—2016       | Коварные горничные                     | Devious Maids                            | Зоила Диас               | Регулярная роль |
| 2015            | Я — зомби                              | iZombie                                  | Лола Абано               | 1 эпизод |
| 2015            | Трудности ассимиляции                  | Fresh Off the Boat                       | Минди Торрес             | 1 эпизод |
| 2015—2017, 2019 | Девственница Джейн                     | Jane the Virgin                          | Дина Милагро             | 11 эпизодов |
| 2016            | Хорошая жена                           | The Good Wife                            | Нола Гадес               | 1 эпизод |
| 2016            | Голубая кровь                          | Blue Bloods                              | Корина Гарза             | 1 эпизод |
| 2017—2020       | Однажды за один раз                    | One Day at a Time                        | Рамона                   | 10 эпизодов |
| 2017—2022       | Когти                                  | Claws                                    | Тихоня Энн               | 40 эпизодов |
| 2017, 2020      | В поиске                               | Search Party                             | Деб                      | 4 эпизода |
| 2018            | Наследники                             | Succession                               | Ева                      | 3 эпизода |
| 2019—2022       | Всё к лучшему                          | Better Things                            | Лала                     | 4 эпизода |
| 2020            | Черноватый                             | Black-ish                                | Доктор Пол               | 1 эпизод |
| 2022            | Бэтвумен                               | Batwoman                                 | Кики Рулетт              | 2 эпизода |
| 2023            | Ужас Долорес Роуч                      | The Horror of Dolores Roach              | Марси                    | 3 эпизода |
| 2023            | Человек из Флориды                     | Florida Man                              | капитан Донна Дельгадо   | 2 эпизода |
| 2024            | Большой потенциал                      | High Potential                           | Селена                   | |